# Isdromas paternicus
Isdromas paternicus är en stekelart som beskrevs av Ian D. Gauld 1984. Isdromas paternicus ingår i släktet Isdromas och familjen brokparasitsteklar. Inga underarter finns listade i Catalogue of Life.